# Johannes de Spina
Johann(es) de Spina (* 23. Juni 1642 in Frankfurt am Main; † 10. September 1689 in Heidelberg) war ein deutscher Rechtswissenschaftler und ehemaliger Rektor der Universität Heidelberg. 

## Herkunft
Johannes de Spina entstammt einer alten evangelischen Familie aus Armentières in den damaligen Spanischen Niederlanden, die sich anfangs de l’Espine nannte und Mitte des 16. Jahrhunderts vor den spanischen katholischen Truppen des Herzogs Alba über Aachen nach Heidelberg geflüchtet war. Sein Urgroßvater war der Aachener Stadtphysikus Peter de Spina I. und sein Großvater Peter de Spina II. und sein Vater Peter de Spina III. waren ebenfalls Mediziner und zeitweise Rektoren der Universität Heidelberg. Johanns Mutter war Catharina Cornet (1614–1167), die zweite Ehefrau seines Vaters.

## Leben und Wirken
Nach seiner Schulzeit studierte Johannes de Spina etwa ab 1659 an der Universität Marburg Rechtswissenschaften und legte bereits 1661 sein Magisterexamen ab. Anschließend besuchte er ein Jahr lang die Universität Leiden und ab 1662 die Universität Köln. Am 21. April 1666 legte er an der Universität Heidelberg seine Lizentiatenprüfung ab und promovierte zum Dr. jur.
Nach seiner Promotion wurde de Spina von der Universität Heidelberg übernommen und von 1669 bis 1680 zum Syndikus der Universität ernannt. Anschließend übernahm er als ordentlicher Professor einen Lehrstuhl für Rechtswissenschaften an der juristischen Fakultät mit Sitz und Stimme im Senat. Im Jahr 1684 wurde er zudem zum Professor für Feudalrecht ernannt. In den Jahren 1683, 1686 und erneut 1689 bis zu seinem Tod wurde de Spina zum Dekan der Juristischen Fakultät sowie zwischenzeitlich im Jahr 1685 und/oder 1687 zum Rektor der Universität gewählt. Darüber hinaus erhielt er ein Jahr vor seinem Tod die Ernennung zum Kurpfälzischen Kirchenrat in Heidelberg.

## Familie
Johannes de Spina war verheiratet mit Anna Maria Metzler (1652– nach 1714), einer Tochter des Rechenrats und Kammermeisteradjunkts Tobias Metzler, und bekam mit ihr zwei Töchter und sechs Söhne. Von seinen Kindern heiratete die Tochter Loysa Sara Catharina de Spina (1678–1742) den Kurfürstlichen Leibarzt und Hofapotheker Daniel Nebel und sein Sohn Friedrich Peter de Spina (1688–1721) wurde ebenfalls Jurist und Professor an der Hohen Landesschule in Hanau.